# پاگاتسانو
پاگاتسانو (به ایتالیایی: Pagazzano) یک منطقهٔ مسکونی در ایتالیا است که در استان برگامو واقع شده‌است.

## خصوصیات
پاگاتسانو ۵٫۰ کیلومترمربع مساحت و ۱٬۹۵۶ نفر جمعیت دارد و ۱۲۶ متر بالاتر از سطح دریا واقع شده‌است.